# Physoplatys
Physoplatys es un género de arañas cangrejo de la familia Thomisidae. Contiene una sola especie, Physoplatys nitidus. La especie fue descrita por el aracnólogo francés Eugène Simon en 1895.
El género aparece publicado en una sección de la publicación Annales de la Société entomologique de Belgique, en la página 438.

## Distribución
Se distribuye por América del Sur, en Paraguay.